# Onde Anda Você
Onde Anda Você é um filme brasileiro de 2004, do gênero comédia dramática, dirigido por Sérgio Rezende, que também é responsável pelo roteiro em parceria com Marcelo Madureira. Conta com Juca de Oliveira, José Wilker, Regiane Alves e Drica Moraes nos personagens centrais da trama.

## Sinopse
Atormentado pelo fantasma de seu antigo companheiro e sem conseguir sucesso sozinho, o comediante Felício Barreto (Juca de Oliveira) viaja pelo nordeste em busca do lendário Boca Pura (Aramis Trindade) com quem pretende formar uma nova parceria.

## Elenco
- Juca de Oliveira .... Felício Barreto
- José Wilker .... Mandarim
- Drica Moraes .... Paloma
- Regiane Alves .... Estela da Luz
- Aramis Trindade .... Genésio "Boca Pura"
- Castrinho .... Mirandinha
- Genézio de Barros .... Freire
- José Dumont .... Januário "Jajá" Bastos da Silva
- Tiago Moraes .... Rafael "Rafa"
- Paulo César Peréio ... Mr. Hyde
- José Vasconcelos ... José Vasconcelos
- Denise Weinberg .... Socorro "Socorrinho"
- Rafael Ponzi .... Calado
- Ricardo Kosovski .... Oliva
- Ernani Moraes .... Paco
- Lívia Falcão .... Clotilde
- Carri Costa .... Emerson
- Karla Karenina .... dona Selma
- Ana Marlene .... Arlete
- Robério Diógenes .... Dr. Castelo
- Ricardo Alegre .... tocador de trombone